# Cavernas de Sonora
Cavernas de Sonora (del inglés: Caverns of Sonora) es un Monumento Natural Nacional, y una cueva única, situada a 13 kilómetros al oeste de la pequeña ciudad de Sonora, la sede del condado de Sutton, en el estado estadounidense de Texas. Es una cueva de clase mundial debido a su impresionante variedad de formaciones de cristal de calcita, sobre todo excéntricas (una variedad de estalactitas). Estas excéntricas se encuentran en abundancia extrema, a menudo con una rara pureza y complejidad. Una formación está tan densamente llena de ellas que ha sido apodada el "Nido de las víboras". El fundador de la Sociedad Espeleológica Nacional de Estados Unidos, Bill Stephenson, dijo sobre la cueva después de su primera visita: "Esta es la cueva más indescriptiblemente bella del mundo, su belleza no puede ser exagerada, ni siquiera por un tejano".